# Water Runs Dry
«Water Runs Dry» — сингл группы Boyz II Men, выпущенный под лейблом Motown в 1995 году. Песня написана и спродюсирована Кеннетом «Babyface» Эдмондсом. Этот четвёртый сингл с альбома «II», достиг второго места в чарте Соединенных Штатов Америки и двадцать четвертого в Великобритании. Песня содержит семпл предыдущего хита группы «I'll Make Love To You» с этого же альбома.

## Список композиций
Ниже представлен список синглов, вышедших как в Соединенных Штатах, так и в Великобритании.

### Для США
| US Remixes 1. Water Runs Dry (Strat Mix Edit) 3:53 2. Water Runs Dry (Strat Mix) 4:51 3. Water Runs Dry (Mood Mix Edit) 4:10 4. Water Runs Dry (Mood Mix) 4:44 5. Water Runs Dry (LP Version) 3:21 US Maxi-CD 1. Water Runs Dry (LP Version) 3:21 2. Water Runs Dry (Mood Mix) 4:43 3. Water Runs Dry (Strat Mix) 4:51 4. Water Runs Dry (Groove Mix) 4:30 5. Water Runs Dry (Bump Mix) 4:38 | US Vinyl, 12", Promo - A1 Water Runs Dry (LP Version) 3:21 - A2 Water Runs Dry (Mood Mix) 4:43 - A3 Water Runs Dry (Instrumental) 3:21 - B1 Water Runs Dry (Strat Mix) 4:51 - B2 Water Runs Dry (Groove Mix) 4:30 - B3 Water Runs Dry (Acapella) 3:21 |

### Для Великобритании
| UK Maxi-CD 1. Water Runs Dry (Strat Mix Edit) 4:00 2. Water Runs Dry (LP Version) 3:21 3. Water Runs Dry (Mood Mix) 4:43 4. Ill Make Love To You (Pop Edit) 3:49 | UK Vinyl, 12", Promo - A1 Water Runs Dry (Strat Mix) 3:21 - A2 Water Runs Dry (Mood Mix) 4:43 - A3 Water Runs Dry (Bump Mix) 3:21 - B1 Water Runs Dry (LP Version) 4:51 - B2 Water Runs Dry (Groove Mix) 4:30 - B3 I’ll Make Love To You (I Wanna Make Love To You Version) 3:21 |

## Позиции в чартах
| Чарт в конце года (1995) | Место |
| ------------------------ | ----- |
| США Billboard Hot 100    | 2     |

## Другие версии
В 1998 году гитарист современного джаза Chuck Loeb сыграл эту песню для своего альбома «The Moon, the Stars and the Setting Sun.»